# Coulterophytum laxum
Coulterophytum laxum là một loài thực vật có hoa trong họ Hoa tán. Loài này được B.L.Rob. mô tả khoa học đầu tiên năm 1893.